# Championnat d'Autriche féminin de football 1983-1984
Navigation
Édition précédente Édition suivante
La saison 1983-1984 du Championnat d'Autriche féminin de football (Österreichische Fußball-Frauenmeisterschaft) est la quinzième saison du championnat. Le USC Landhaus est le tenant du titre.
C'est la deuxième saison organisée par la fédération autrichienne de football. Auparavant, depuis 1972 le championnat était organisé par la ligue de football de Vienne.

## Organisation
La compétition se déroule en mode championnat, chaque équipe joue deux fois contre chaque équipe adverse participante, une fois à domicile et une fois à l'extérieur.

## Compétition
Une victoire = 2 points, un match nul = 1 point.

### Classement
| Rang | Équipe                   | Pts | J  | G  | N | P  | Bp | Bc | Diff |
| ---- | ------------------------ | --- | -- | -- | - | -- | -- | -- | ---- |
| 1    | SV Aspern                | 25  | 16 | 11 | 3 | 2  | 32 | 14 | +18  |
| 2    | USC Landhaus T           | 23  | 16 | 10 | 3 | 3  | 61 | 21 | +40  |
| 3    | DFC Ostbahn XI C         | 23  | 16 | 9  | 5 | 2  | 33 | 13 | +20  |
| 4    | LUV Graz Damen           | 18  | 16 | 8  | 2 | 6  | 39 | 22 | +17  |
| 5    | 1. DFC Leoben            | 17  | 16 | 8  | 1 | 7  | 40 | 27 | +13  |
| 6    | Union Kleinmünchen       | 15  | 16 | 6  | 3 | 7  | 29 | 27 | +2   |
| 7    | KSV Wiener Berufsschulen | 13  | 16 | 5  | 3 | 8  | 25 | 36 | -11  |
| 8    | DFC Alland-Brunn         | 8   | 16 | 3  | 2 | 11 | 17 | 36 | -19  |
| 9    | Tyrolia Halbturn         | 2   | 16 | 0  | 2 | 14 | 9  | 89 | -80  |

| Légende : Qualifications et relégations | Légende : Qualifications et relégations                            |
| --------------------------------------- | ------------------------------------------------------------------ |
|                                         | Champion d'Autriche                                                |
|                                         | Relégué en deuxième division                                       |
|                                         | T : Tenant du titre P : Promu C : Vainqueur de la Coupe d'Autriche |

- En fin de saison le Tyrolia Halbturn arrête sa section féminine.
- Le champion SV Aspern arrête également sa section féminine, l'équipe se joint au ESV Stadlau/Kaisermühlen qui jouera sous ce nom la prochaine saison en première division.